# Тина Ивайлова
Тина Ивайлова е български разследващ журналист с над 18 години професионален опит. Известна е с редица разследвания с обществен ефект, включително по теми като телефонни измами, съдебни грешки, корупционни схеми и разобличаване на извършители на тежки криминални деяния. Работила е в радиото, печата и националните телевизии NOVA и bTV.[източник? (Поискан днес)]

## Биография и образование
Тина Ивайлова започва своята кариера в Радио Пазарджик като репортер и водещ на новини. По-късно работи в Дарик радио – Пловдив, където става криминален репортер и водещ на предаването „От местопрестъплението – Пловдив“.[източник? (Поискан днес)]

## Кариера
През 2013 г. се присъединява към екипа на Нова телевизия, където става част от предаването работи по рубриката „Пропуснати новини“. През следващите години е криминален и разследващ журналист в NOVA, а от 2019 г. публикува и за изданията TrafficNews и GlasNews. От 2022 г. работи в bTV, където води собствената си рубрика \"GLAS с Тина Ивайлова\" в предаването „Тази събота и неделя“.[източник? (Поискан днес)]

## Известни разследвания
- Разследване на т.нар. „ало измамници“ – Ивайлова работи под прикритие като куриер в престъпна схема и разкрива механизмите на телефонните измами. Разследването довежда до арести на ключови лица.
- Случаят с Владимир Илиев – Ивайлова разследва осъждането на мъж за убийство и показва, че е невинен. След нейна поредица от репортажи, делото е възобновено, а Илиев е освободен.
- Схеми за купуване на гласове – серия репортажи по време на избори, довели до арести на участници в изборна търговия.
- Разследване на злоупотреби с детектори на лъжата и фалшиви алибита.
- Разследвания за злоупотреби в здравеопазването, показващи фиктивни лечения на пациенти и неправомерно усвояване на средства от здравната каса.
- Разследвания свързани с редица случай на тежки криминални деяния и изобличаване на извършителите.
- Разследвания свързани с кражба и неправомерно усвояване на европейски средства, обществени поръчки, натиск върху служители и др., довели до арести и обвинения на извършителите.[източник? (Поискан днес)]

## Стил и подход
Ивайлова е известна с това, че работи под прикритие, използва скрита камера и лично участва в разследванията. Държи на проверката на всички факти и представянето на всички гледни точки. Смятана е за журналист с висок професионализъм, безкомпромисен към злоупотребите с власт и права.[източник? (Поискан днес)]

## Награди и признания
- 2011 – „Гласът на Дарик радио“
- 2017 – Голямата награда за разследваща журналистика „Радостина Константинова“
- 2017 – Награда „Валя Крушкина – журналистика за хората“ (категория Телевизия)
- 2021 – Награда за журналистически материал от Българския пациентски форум
- 2022 – Награда „Див Кестен“ от Зелени Балкани[източник? (Поискан днес)]